# بروس غودوين
بروس غودوين هو مدرس وسياسي أمريكي، ولد في 8 سبتمبر 1949 في ديفايانس في الولايات المتحدة، وتوفي في 14 سبتمبر 2020. نشط حزبياً في الحزب الجمهوري. وقد انتخب عضو مجلس نواب أوهايو ‏.